# Tongue in Chic
| Recensione       | Giudizio |
| ---------------- | -------- |
| AllMusic         | [ 1 ]    |
| Robert Christgau | A-       |

Tongue in Chic è il sesto album della band statunitense Chic, pubblicato nel 1982 dall'Atlantic Records. Include il singolo Hangin'.
Real People ha raggiunto la 48ª posizione della R&B Chart, ma non è tuttavia entrato nella Billboard Hot 100, essendosi piazzato alla posizione 173.

## Tracce
Tutte le tracce sono state scritte da Bernard Edwards e Nile Rodgers.

### Lato A
1. Hangin' – 5:12
2. I Feel Your Love Comin' On – 6:52
3. When You Love Someone – 5:06

### Lato B
1. Chic (Everybody Say) – 4:46
2. Hey Fool – 3:40
3. Sharing Love – 2:40
4. City Lights – 4:26